# Arbeia
Arbeia was een Romeins fort in de Engelse plaats South Shields aan de zuidelijke oever van de monding van de Tyne. 
Arbeia bevond zich ten oosten van het Fort van Wallsend, dat geldt als oostelijk uiteinde van de Muur van Hadrianus. Het fort bevond zich in de nabijheid van een haven (die nog niet is gelokaliseerd) en diende als bevoorradingsbasis voor de troepen langs de Muur van Hadrianus. Met name tijdens de veldtocht van Septimius Severus in het noorden (208-211) werd South Shields uitgebouwd als opslagplaats, met 22 graanschuren (horrea). Het praetorium, het huis van de commandant rond een binnenplaats, lag in de zuidoostelijke hoek van het fort en bleef in gebruik tot 370 of 380. In de 3e eeuw was het Cohors V Gallorum er gelegerd en aan het einde van de 4e eeuw de Numerus barcariorum Tigrisiensium.  
Ook daarna, toen er minder manschappen aan de muur dienden, bleef South Shields een belangrijke voorraadplaats. Aan het begin van de 4e eeuw werd het fort herbouwd met de gebouwen rond een centraal kruispunt. Er werden kleinere en ook minder ordelijk geplaatste barakken gebouwd, gelet op de kleinere garnizoenen. 
Op de site van het fort werden een versterkt poortgebouw en de 3e-eeuwse barakken die de soldaten huisvestten, gereconstrueerd.

## Galerij

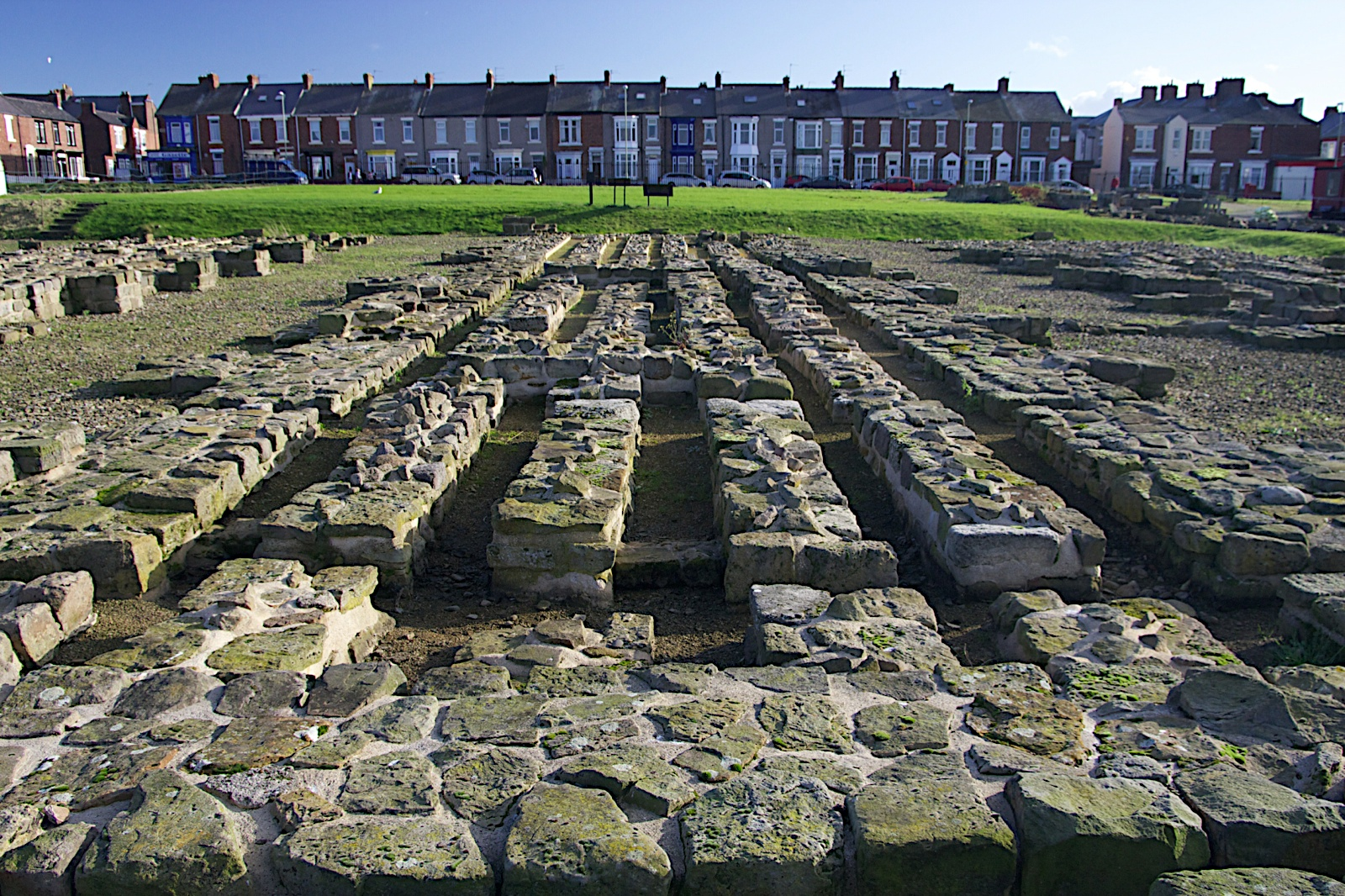
Funderingen van de graanschuur
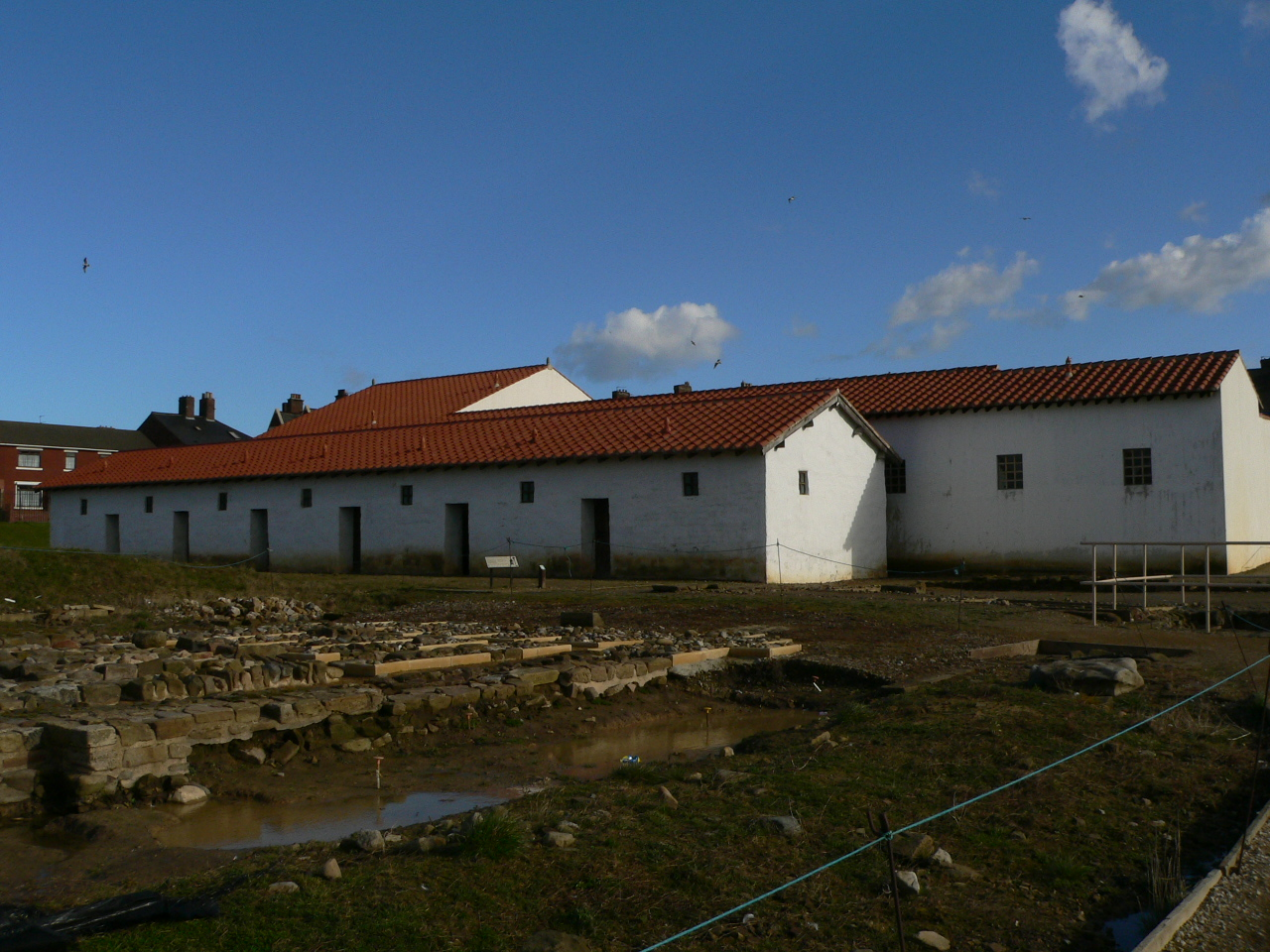
Reconstructie van barakken
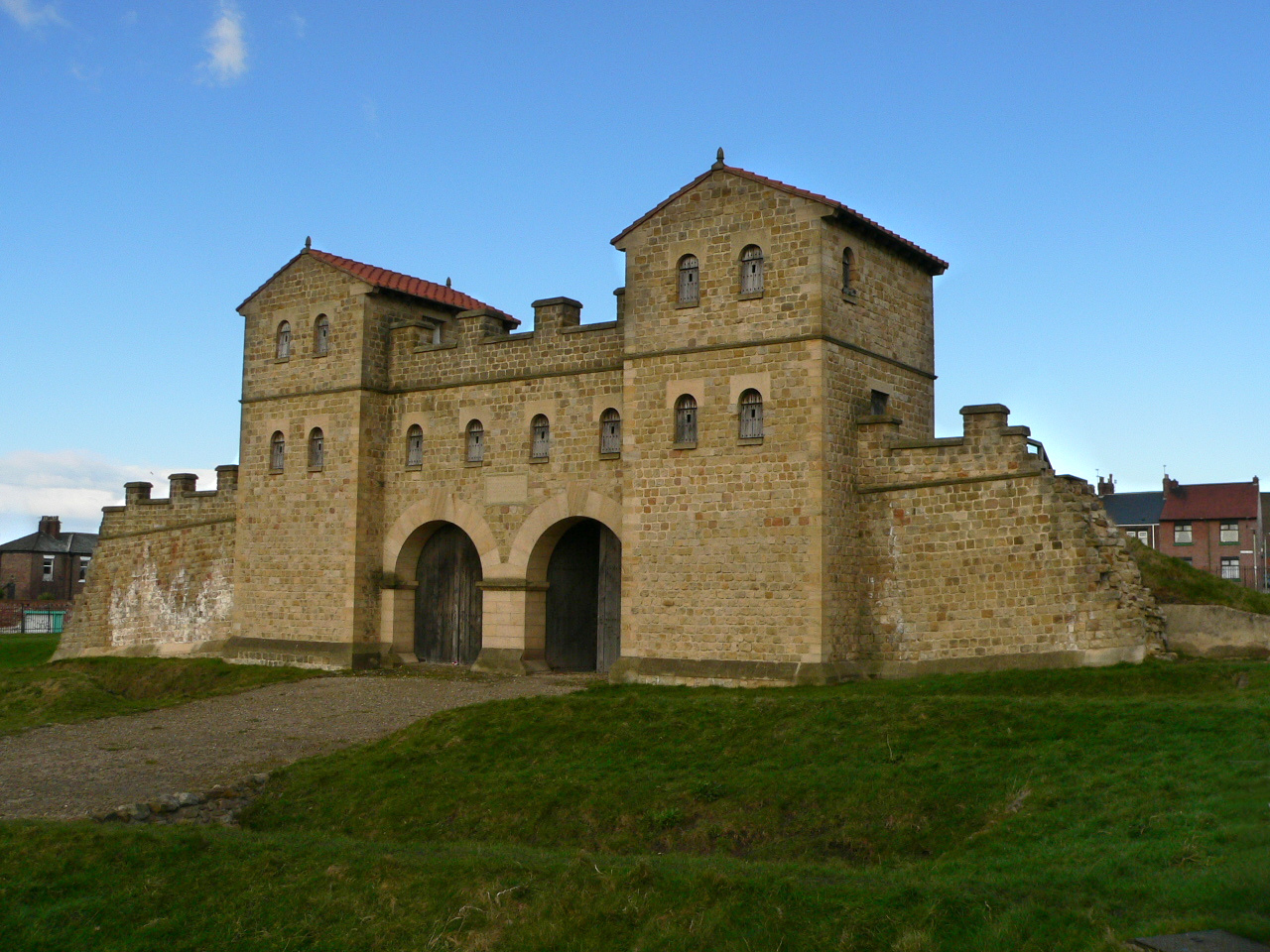
Reconstructie van de westelijke poort
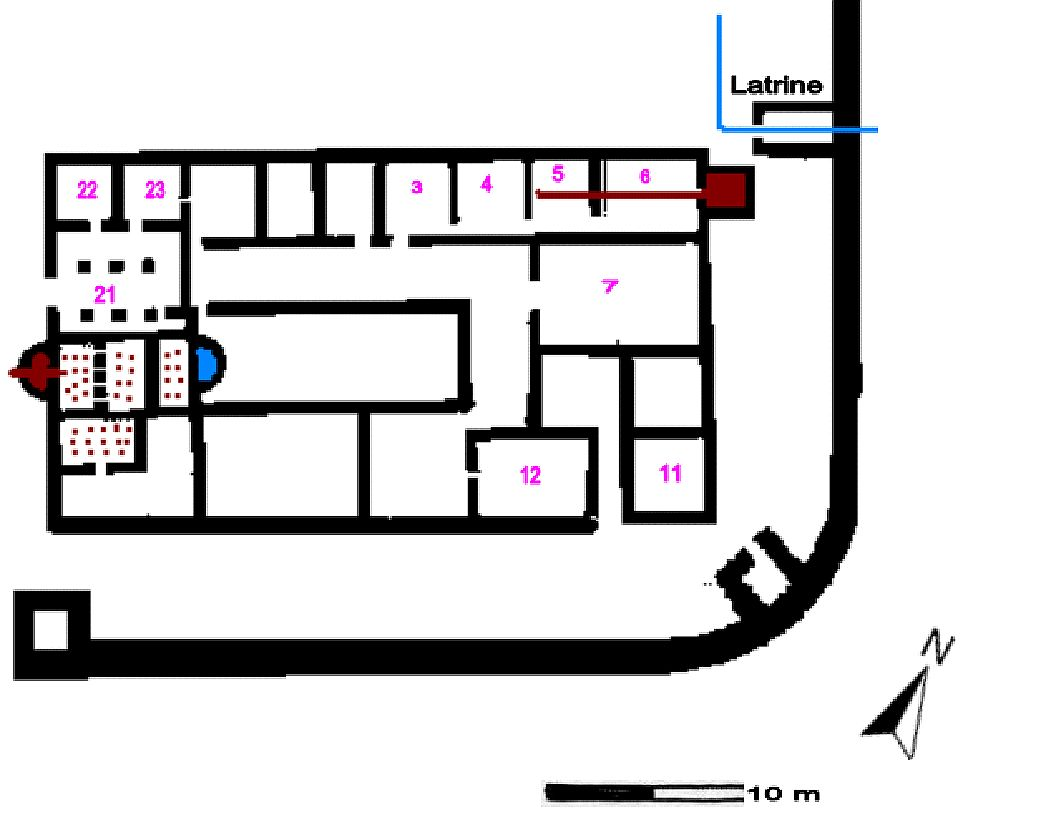
Grondplan van het praetorium